# Докторка Фостер
Докторка Фостер (енг. Doctor Foster) је британска серија која је почела да се емитује 2015. године на каналу BBC One. Серију је режирао Марк Бартлет а ради се о докторки Џеми Фостер која мисли да њен муж има аферу са другом женом.  Сам сценарио је инспирисан митом о Медеји, која је убила мужевљеву нову невесту као и њихову децу. 

## Улоге
- Сурен Џоунс као докторка Џем Фостер
- Берти Карвел као Сајмон Фостер, докторкин супруг
- Џоди Комер као Кејт Паркс, студенткиња која има аферу са Сајмоном
- Том Тејлор као Том Фостер, син Џем и Сајмона
- Адам Џејмс као Нил Бејкер
- Викторија Хамилтон као Ана Бејкер
- Роберт Пу као Џек Рејнолдс
- Клер Хоуп Ашити као Карли Вилијамс, пацијенткиња Џем
- Шерил Кемпбел као Хелен Фостер
- Навин Чаудри као Анвар
- Марта Хоув Даглас као Беки Хјуз
- Тусита Џајасундера као Рос Махендра, Џемина колегиница [3]
- Сара Стјуарт као Сузи Паркс
- Нил Стјук као Крис Паркс
- Рики Никсон као Данијел Спенсер
- Данијел Серкеира као Гордон Вард, Џемин пацијент
- Меган Робертс као Изабел, Томова пријатељица
- Шон Брук као Шон Ламберт
- Прасана Пуванараџа као Џејмс
- Франк Кауер као Макс, Томов пријатељ
- Џоани Кент као Емили фостер, Сајмонова и Кејтина ћерка
- Хелена Лимбери као Томова наставница
- Филип Рајт као Конор

## Епизоде

### Сезона 1
| Бр. еп. | Наслов    | Премијера           | Гледаност у Уједињено Краљевство (милиони) |
| --- | --------- | ------------------- | ------------------------------------------ |
| 1 | Епизода 1 | 9. септембар 2015.  | 9,19                                       |
| Џема Фостер, лекарка из Медицинског центра Парминстер, срећно је удата за архитекту Сајмона, са којим има сина Тома. Једног дана на Сајмоновом шалу нађе плаву косу и сумњичи га за неверност, можда са својом помоћницом Беки. Уместо да се супротстави њему она се поверује свом колеги Росу. На послу, она присиљава старијег доктора Џека Рејнодлса, који је постао алкохоличар, да се повуче и пензионише. Уговори с младом пацијенткињом Карли, да јој да таблете за спавање и реши се свог партнера који је злоставља у замену да она прати Сајмона. |           |                     |                                            |
| 2 | Епизода 2 | 16. септембар 2015. | 9,19                                       |
| Џема је открила да је Сајмонова љубавница Кејт Паркс, ћерка једног од њених пацијената и да је Рос знао за ту везу, али да је био везан правилима о поверљивости пацијената. Такође је утврдила да је Кејт сада трудна. У бару Џема упознаје другог пацијента, Анвара, ожењеног адвоката који чува чињеницу да можда има тумор на мозгу од своје породице. Охрабрена Рејнолдсом, с којим се помирила и разговарала о самоубиству, Џема се суочава са Сајмоном, али он негира да има аферу. Али његова болесна мајка Хелен, чији ју је властити супруг преварио, каже Џеми да се ова афера траје већ две године а не три месеца као што је рекао Рос. Џема заказује састанак са Анваром, који је адвокат за разводе. |           |                     |                                            |
| 3 | Епизода 3 | 23. септембар 2015. | 9,26                                       |
| Према Анваровом савету, Џема се према Сајмону понаша као да је све нормално, док истражује његов љубавни живот и финансијске послове преко других људи. Џема казује Карли да се спријатељи са Кејт а затим спава с тада уцењеним Сајмоновим рачуновођом Нилом. Нил открива да је Сајмонов велики пројекат, поновни развој школе једна велика финансијска црна рупа и да би њихова заједничка штедња и кућа нестали да није било тајновитог инвеститора који га је спасио. Сајмонова мајка, која је била смртно болесна и боловала,умире. Џема се одлучује против развода због Сајмонове невоље и рањивости. |           |                     |                                            |
| 4 | Епизода 4 | 30. септембар 2015. | 9,35                                       |
| На Росово изненађење, Џема остаје са Сајмоном, верујући да је његова веза завршена након што је Кејт урадила абортус. Међутим, њена се каријера распада након негативних коментара о њој који су објављени на Интернету а полиција сумња у њену умешаност у смрт своје свекрве. Карлин дечко такође је поднео жалбу против ње због тога што му је претила. Џема има слом након што је открила да Сајмон поново виђа Кејт. Она покушава да се удави и убије. |           |                     |                                            |
| 5 | Епизода 5 | 7. октобар 2015.    | 10,57                                      |
| Џема настоји осрамотити Кејт на вечери са њеном породицом - где разоткрива Сајмонову аферу и његову финансијску кризу. Она такође открива да је Кејтин отац, који није знао ништа о афери, тајанствени инвеститор за Сајмонов пројекат, упркос сукобу интереса, што његово учешће чини неетичким. Она идентификује жену рачуновође Нила као свог мистериозног прогонитеља на интернету. Када Сајмон одбије да напусти кућу и сина, Џема губи контролу, отима дете и одлази се сама. |           |                     |                                            |

### Сезона 2
| Бр. еп. | Наслов    | Премијера           | Гледаност у Уједињено Краљевство (милиони) |
| --- | --------- | ------------------- | ------------------------------------------ |
| 1 | Епизода 1 | 5. септембар 2017.  | 10,40                                      |
| Две године након догађаја из прве серије, Сајмон и Кејт враћају се у Парминстер са својом ћерком и организују венчање. Иако није позвана, Џема доноси састанак са Јамесом на забаву и открива да је он учитељ њеног сина Тома. Шетајући се око куће младенаца, Џема проналази спаваћу собу припремљену за Тома и сукобљава се са Сајмоном у коме он имплицира да је планира да је натера из града. Џема даје венчани поклон Кејт и одлази са Томом, који је, чини се, у великој невољи из разлога повезаних са својом пријатељицом Изабел. Након што му Сајмон каже нешто због чега се окрене против мајке, Том напушта Џеминин дом да живи са Сајмоном и његовом новом породицом. Након што није успела да спречи Сајмона да узме Тома, занемарена Џема раствара свој венчани прстен у киселини и виде се да припрема неке медицинске предмете у својој лекарској торби. |           |                     |                                            |
| 2 | Епизода 2 | 12. септембар 2017. | 10,27                                      |
| Након Томовог пресељења у Сајмонову кућу, Џема га шпијунира како би сазнала зашто је заказао састанак лекара са новим колегом Шоном. Посетила је Томовог најбољег пријатеља Макса и отишла у Сајмонову нову кућу само да види како се Кејт љуби са непознатим мушкарцем. У пијаном стању, она признаје своје осећања према Џејмсу и сусреће се са Сајмоном који је фотографише својим телефоном. У међувремену, на иницијативу Џема, Нил се среће са Сајмоном у покушају да открије извор финансирања његове нове скупе куће. Нил има везу за једну ноћ као резултат Сајмонове манипулације. Џема открива да Сајмон има везе са Шон из њихових универзитетских дана и предложио јој је да преузме улогу у Џеминој операцији. Након што су се суочили са Сајмоном на његовом радном месту, Џеми и Сајмону је речено да ће Том бити искључен из школе због напада на Макса. |           |                     |                                            |
| 3 | Епизода 3 | 19. септембар 2017. | 9,80                                       |
| Сајмонов план ескалира да Џему гурне из града, предлажући Тому да промени школе у ону у Сајмониној четврти, због чега се Том вратио у Џемину кућу. Сајмон долази у кућу и породица завршава вечере заједно под изговором да се бави проблемима Тома у школи. Након неуспелог покушаја Џеме да заведе Сајмона и сними њихове акције на њен мобилни телефон, њих двоје спавају заједно. Џема има прилику да се сретне са Томовом пријатељицом Изабел, која открива да ју је Том замало силовао на забави, чије је откриће изазвало свађу Тома и Макса. Након што је Џејмсу испричао да су његови родитељи спавали заједно, Том покушава да се врати у кућу свог оца, само да би пронашао да га је Кејт избацила одатле, јер га сада види као потенцијалну претњу њиховом детету. Ана открива да се сели у Единбург како би живела са својом сестром као резултат брака с Нилом који се распао након неверства које су индиректно проузроковале Џемаине махинације. Кад је Рос започео брачни живот, Том и Џема слажу се да нема разлога да остану у Парминстеру, па су своју кућу одложили у најам и напустили град. |           |                     |                                            |
| 4 | Епизода 4 | 26. септембар 2017. | 10,06                                      |
| Кејт отвара мистериозну пошиљку остављену на њеним вратима, како би пронашла Сајмонову кравату, заједно са писмом од Џеме тврдећи да је Сајмон то оставио код куће. Њене сумње су се пробудиле, она претражује Сајмонову канцеларију и проналази слику Џеме на Сајмоновом мобилном телефону. Под изговором да посматра некретнину, Кејт посећује Џемину напуштену кућу и открива где је Џема отишла. Ана прича Кејт у неверици о Сајмоновом недавном сексуалном сусрету са Џемом. Долазећи у хотел где је одсела Џема са сином, Кејт се изненади кад је сазнала да је Џема са Кејтиним родитељима и ћерком, који покушавају да убеде Кејт да ју је Сајмон преварио. Док задржава своју неверу према Џеми и њеној породици, Кејт касније манипулише Сајмоном да призна. Она обећава Сајмону опроштај, али се потајно састаје са Џемом, која јој говори да Сајмон ради исто што и са Џемом у браку и тражи од Кејт да не расипа свој живот на њега. Следећег јутра, Сајмонова веза са Кејт убрзано се прекида. Његови банковни рачуни су празни и он је приморан да напусти њихов дом, јер је Кејтин отац, Крис, организовао ствари тако да може уклонити Сајмона из њеног живота ако је потребно. Након жестоког сукоба са Џемом испред његове, сада напуштене куће, Џема и Сајмон се тркају како би први видели Тома у хотелу. |           |                     |                                            |
| 5 | Епизода 5 | 3. октобар 2017.    | 10,49                                      |
| Џема стиже у хотел пре Сајмона и одводи Тома кући. Сајмон се креће око куће а потом и у ресторан у којем Џема вечера са Томом, Џејмсом, Росом и њеним новим мужем. Том говори Сајмону да их остави на миру, али касније Џема открива да га Том нема у свом кревету. Она жури да га пронађе и открије га са Сајмоном крај прометног аутопута где је, Сајмон на ивици самоубиства ходајући право у саобраћај. Џема наговара Сајмона да напусте аутопут с њом и Томом и они доручкују заједно после тога. Откривено је да је Џема претрпела постнаталну депресију након Томовог рођења, а Сајмон је рекао Тому да је разлог што га је она напустила тај због којег је Том напустио њен дом. Џема пружа Сајмону лекове који ће му омогућити да приватније изврши самоубиство, али она га затим убеди да не ради то због њиховог сина. У међувремену, Том бежи да започне нови живот без својих родитеља, а серија се завршава са Џемом која гледа Томине слике на сајту "Нестале особе". |           |                     |                                            |

## Продукција
Канал BBC One је купио права на серију 2014. године. 
Извршни продуценти серије су Мајк Бартлет, Роана Бет, Грег Бернман, Џуд Ликнаицки, Метју Ред. 

## Критике
Уводна епизода критичара добила је опште позитивне критике, а Луси Манган из Гардијана назвала ју је "завидним портретом брака који се полако затвара", мада је Манган изразила страхове да се емисија спусти у "мелодраму у не тако далекој будућности".
У рецензији за Телеграф Мајкл Хоган је драми дао четири звезде од пет, описујући је као "оштрицу грицкалице за нокте". 

## Награде
| Година | Награда                         | Категорија          | Номинован       | Резултат   |
| ------ | ------------------------------- | ------------------- | --------------- | ---------- |
| 2016   | Награда Националне телевизије   | Нова драма          | Докторка Фостер | Освојено   |
| 2016   | Награда Националне телевизије   | Перформанс драме    | Сурен Џоунс     | Освојено   |
| 2016   | Асоцијација британских новинара | Најбоља драма       | Докторка Фостер | Номинација |
| 2016   | Асоцијација британских новинара | Најбоља глумица     | Сурен Џоунс     | Освојено   |
| 2016   | Асоцијација британских новинара | Најбољи сценарио    | Мајк Бартлет    | Номинација |
| 2016   | Друштво краљевске телевизије    | Најбоља глумица     | Сурен Џоунс     | Освојено   |
| 2016   | Награда БАФТА-е                 | Најбоља мини-серија | Докторка Фостер | Номинација |
| 2016   | Награда БАФТА-е                 | Најбоља глумица     | Сурен Џоунс     | Освојено   |